# Université privée en Inde
Les institutions d'enseignement supérieur financées par des fonds privés existent depuis l'independance de l'Inde. 
Certaines offrent des filères de formation mutidisciplinaires et d'autres sont spécialiées.
Au 12 mars 2012, il y a 109 universités pivées en Inde.
La plus ancienne est la Sikkim Manipal University.